# قائمة أبطال الطيران المصريين
قائمة أبطال الطيران المصريين هي قائمة تم التأكيد فيها أو ادعاء أن الطيارين المصريين التاليين أصبحوا أبطالًا في الطيران من خلال تسجيل خمسة انتصارات أو أكثر في المعارك الجوية بشكل أساسي ضد القوات الجوية الإسرائيلية:
- علي وجاي المعروف أيضًا باسم علي وجيدي طار بطائرة ميج 21 محققًا 5 انتصارات جوية مؤكدة.[1]
- يُنسب إلى الرائد سامي مرعي تحقيق خمسة انتصارات جوية بين عامي 1966 و1968 أثناء طيرانه بطائرة ميج 21.[1] استشهد الرائد ماري أثناء أداء الواجب في 26 فبراير 1970.
- حقق الكابتن سعد دهمان خمسة انتصارات جوية بطائرة ميج 21.[2][3]
- أحمد المنصوري 6 انتصارات جوية مؤكدة.[2]